# Yote: An African Board Game
Yote: An African Board Game (ook wel Yote) is een computerspel dat werd ontwikkeld door Robert Mundschau. Het spel werd in 1995 uitgebracht voor de Commodore 64. Het spel kan met één of twee spelers gespeeld worden.